# Бюльбюль-бородань жовточеревий
Бюльбю́ль-бородань жовточеревий (Alophoixus phaeocephalus) — вид горобцеподібних птахів родини бюльбюлевих (Pycnonotidae). Мешкає в Південно-Східній Азії.

## Підвиди
Виділяють чотири підвиди:
- A. p. phaeocephalus (Hartlaub, 1844) — Малайський півострів, Суматра;
- A. p. connectens Chasen & Kloss, 1929 — північний схід Калімантану;
- A. p. diardi (Finsch, 1867) — захід Калімантану;
- A. p. sulphuratus (Bonaparte, 1850) — центр Калімантану.

## Поширення і екологія
Жовточереві бюльбюлі-бородані поширені в М'янмі, Малайзії, Індонезії і Брунеї. В Сінгапурі птах вважається вимерлим. Жовточереві бюльбюлі-бородані живуть в рівнинних і заболочених тропічних лісах та на плантаціях.